# Suite d'Appell
En mathématiques, une suite d'Appell, du nom de Paul Émile Appell, est une suite polynomiale {\displaystyle \{p_{n}(x)\}_{n=0,1,2,\ldots }} satisfaisant l'identité
{\displaystyle {\frac {d}{dx}}p_{n}(x)=np_{n-1}(x),}
où {\displaystyle p_{0}(x)} est une constante non nulle.
Parmi les suites d'Appell se trouvent par exemple {\displaystyle \{x^{n}\}}, les polynômes d'Hermite, les polynômes de Bernoulli et les polynômes d'Euler. Chaque suite d'Appell est une suite de Sheffer, mais la plupart des suites de Sheffer ne sont pas des suites d'Appell. Les séquences d'Appell ont une interprétation probabiliste en tant que systèmes de moments.

## Caractérisations équivalentes des suites d'Appell
Les conditions suivantes sur la suite de polynômes p sont équivalentes :
- Pour {\displaystyle n=1,2,3,\ldots } ,

{\displaystyle {\frac {d}{dx}}p_{n}(x)=np_{n-1}(x)}
et {\displaystyle p_{0}(x)} est une constante non nulle ;
- Pour une suite {\textstyle \{c_{n}\}_{n=0}^{\infty }} de scalaires avec {\displaystyle c_{0}\neq 0} ,

{\displaystyle p_{n}(x)=\sum _{k=0}^{n}{\binom {n}{k}}c_{k}x^{n-k};}
- Pour la même séquence de scalaires,

{\displaystyle p_{n}(x)=\left(\sum _{k=0}^{\infty }{\frac {c_{k}}{k!}}D^{k}\right)x^{n},}
où
{\displaystyle D={\frac {d}{dx}};}
- Pour {\displaystyle n=0,1,2,\ldots } ,

{\displaystyle p_{n}(x+y)=\sum _{k=0}^{n}{\binom {n}{k}}p_{k}(x)y^{n-k}.}

## Formule de récurrence
Supposons que
{\displaystyle p_{n}(x)=\left(\sum _{k=0}^{\infty }{c_{k} \over k!}D^{k}\right)x^{n}=Sx^{n},}
où la dernière égalité définie l'opérateur linéaire {\displaystyle S} sur l'espace des polynômes en {\displaystyle x} . Soit
{\displaystyle T=S^{-1}=\left(\sum _{k=0}^{\infty }{\frac {c_{k}}{k!}}D^{k}\right)^{-1}=\sum _{k=1}^{\infty }{\frac {a_{k}}{k!}}D^{k}}
l'opérateur inverse de S, les coefficients {\displaystyle a_{k}} étant ceux de la réciproque usuelle d'une série formelle, de sorte que
{\displaystyle Tp_{n}(x)=x^{n}.\,}
Dans les conventions du calcul ombral, cette série formelle {\displaystyle T} est souvent prise comme représentant la suite d'Appel {\displaystyle p_{n}}. On peut définir
{\displaystyle \log T=\log \left(\sum _{k=0}^{\infty }{\frac {a_{k}}{k!}}D^{k}\right)}
en utilisant l'expansion en séries de puissance de {\displaystyle \log(x)} et la composition des séries formelles. Ainsi nous avons
{\displaystyle p_{n+1}(x)=(x-(\log T)')p_{n}(x).\,}
Dans le cas des polynômes d'Hermite, cela se réduit à la formule de récurrence usuelle les concernant.

## Sous-groupe des polynômes de Sheffer
L'ensemble de toutes les suites d'Appell est fermé sous l'opération de composition ombrale, définie comme suit. Soit {\displaystyle \{p_{n}(x),n\geq 0\}} et {\displaystyle \{q_{n}(x),n\geq 0\}} des suites polynomiales, données par
{\displaystyle p_{n}(x)=\sum _{k=0}^{n}a_{n,k}x^{k}{\text{ et }}q_{n}(x)=\sum _{k=0}^{n}b_{n,k}x^{k}.}
On définie la composition ombrale {\displaystyle p\circ q} comme la suite polynomiale dont le {\displaystyle n}-ième terme est
{\displaystyle (p_{n}\circ q)(x)=\sum _{k=0}^{n}a_{n,k}q_{k}(x)=\sum _{0\leq \ell \leq k\leq n}a_{n,k}b_{k,\ell }x^{\ell }}
(l'indice {\displaystyle n} apparaît dans {\displaystyle p_{n}}, puisque c'est le {\displaystyle n}-ième terme de cette séquence, mais pas dans {\displaystyle q}, puisqu'il s'agit de la suite dans son ensemble plutôt que d'un de ses termes).
Sous cette opération, l'ensemble de toutes les suites de Sheffer est un groupe non abélien, et l'ensemble de toutes les suites d'Appell forment un sous-groupe abélien de ce dernier.